# Blagojev Kamen
Blagojev Kamen (em cirílico:Благојев Камен) é uma vila da Sérvia localizada no município de Kučevo, pertencente ao distrito de Braničevo, na região de Zvižd. A sua população era de 38 habitantes segundo o censo de 2002.

## Demografia
| 1948 | 1953  | 1961 | 1971 | 1981 | 1991 | 2002 |
| ---- | ----- | ---- | ---- | ---- | ---- | ---- |
| 123  | 1 258 | 235  | 107  | 77   | 72   | 38   |